# Ausgleichsenergie
Unter Ausgleichsenergie versteht man die elektrische Energie (Gas: thermische Energie), um die der Verbrauch eines Bilanzkreises (in Österreich und der Schweiz „Bilanzgruppe“) vom prognostizierten Verbrauch abweicht. Sie ist das Pendant auf dem Abrechnungsmarkt zur Regelleistung (Beschaffungsmarkt).
In einem Bilanzkreis werden beliebig viele Entnahme- („Verbraucher“) und Einspeisestellen („Erzeuger“) zusammengeschlossen. In der Regel bilden die Zählpunkte eines Stromhändlers innerhalb einer Regelzone oder eines Gashändlers innerhalb eines Marktgebiets einen Bilanzkreis.
Die Bilanzkreisverantwortlichen benennen im Voraus einen prognostizierten Verbrauch ihres Bilanzkreises für eine Zeitspanne (Strom: meist 15 Minuten, Gas: 60 Minuten). Dabei muss der einem Bilanzkreis zugeordnete prognostizierte Verbrauch durch Einspeisungen (Produktion oder Einkauf von Energie) genau gedeckt werden.
Die während der Zeitspanne (Viertelstunde bei Strom; Stunde bzw. Tag bei Erdgas) auftretenden unvorhersehbaren Schwankungen im Verbrauch oder in der Einspeisung des Bilanzkreises werden dabei durch den Übertragungsnetzbetreiber (Strom) / Marktgebietsverantwortlichen (Gas) mit positiver oder negativer Ausgleichsenergie bilanziert. Da allerdings zahlreiche Bilanzkreise existieren und positive und negative Bilanzabweichungen der einzelnen Bilanzkreise gleichzeitig auftreten, kompensieren sich diese teilweise. Die Unterdeckung eines Bilanzkreises kann also durch die Überdeckung eines anderen Bilanzkreises ausgeglichen werden.
Lediglich die Abweichungen der Entnahmen von den Einspeisungen/Erzeugungen für die gesamte Regelzone (Strom) / das gesamte Marktgebiet (Gas) müssen durch Regelleistung ausgeglichen werden. Bei einem Bilanzkreis fällt die Ausgleichsenergie immer an, wenn der Bilanzkreis nicht ausgeglichen ist, auch wenn ein anderer Bilanzkreis diesen kompensiert. Die Mengen an bilanzierter Ausgleichsenergie übersteigen damit die tatsächlich benötigte Regelenergie meist um ein Vielfaches.

## Kosten und Vergütung für Ausgleichsenergie
In einer monatlichen Bilanzkreisabrechnung werden die Überdeckungen und Unterdeckungen des Bilanzkreises mit Ausgleichsenergiepreisen bewertet. Beim Strom wird bei der Berechnung der Ausgleichsenergiekosten ein regelzonenübergreifender einheitlicher Bilanzausgleichsenergiepreis (reBAP) für jede Viertelstunde des Monats ermittelt, der sich im Wesentlichen aus der eingesetzten Regelenergie und den Regelenergiekosten über alle Regelzonen errechnet. Der Preis kann sowohl negativ, wie auch positiv sein, so dass viertelstündliche Überdeckungen (Verkauf von Ausgleichsenergie) und Unterdeckungen (Kauf von Ausgleichsenergie) sowohl Kosten als auch Erlöse bei der Ausgleichsenergie verursachen können.

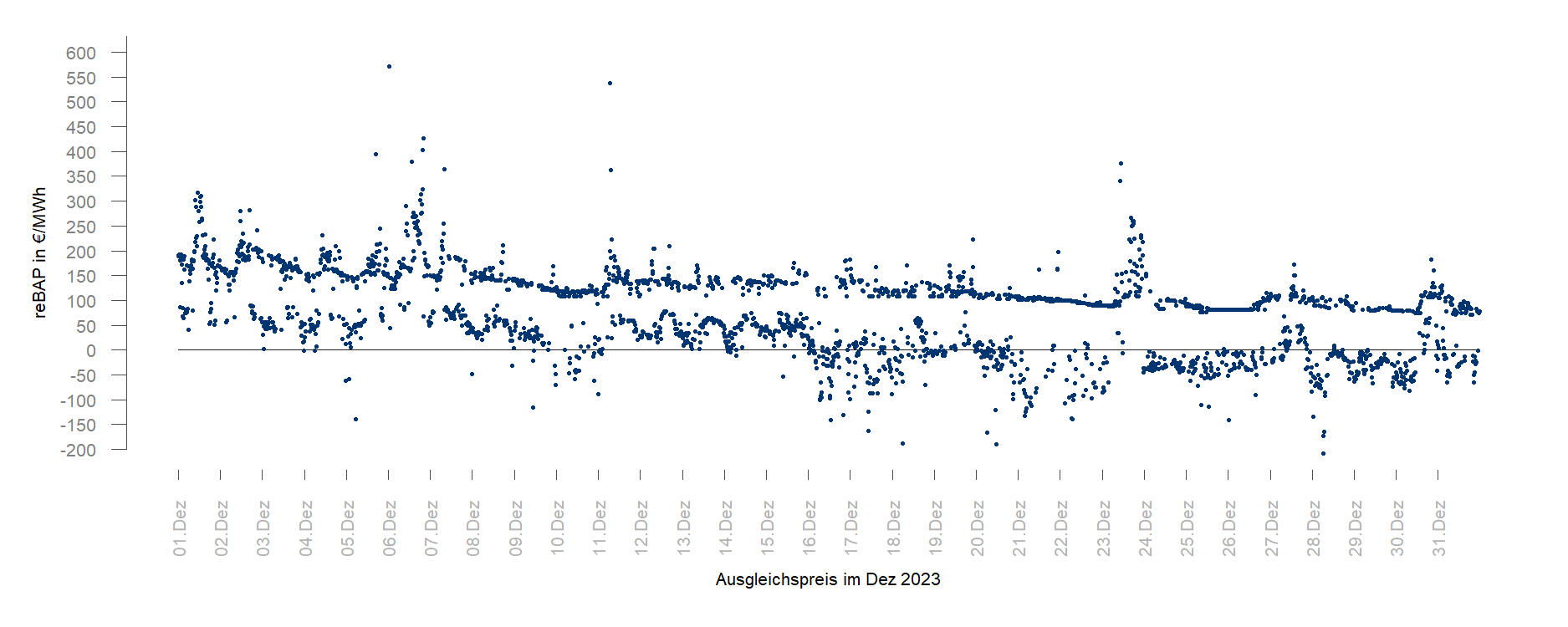
reBAP des deutschen Regelverbundes im Dez 2023, 5 sehr hohe Preise (Ausreißer) erscheinen nicht auf der Grafik

Im Dezember 2023 wurde im deutschen Regelverbund in 2348 Viertelstunden ein positiver reBAP ermittelt. Dieser lag im Mittel bei 115, 97 €/MWH und im Median bei 107,18 €/MWh. Das Maximum lag bei 9189,60 €/MWh. In 628 Viertelstunden wurde ein negativer reBAP ermittelt. Dieser lag im Mittel bei −37,19 €/MWh und im Median bei −30,63 €/MWh. Das Minimum lag bei −207,58 €/MWh. Der sich ergebende reBAP hängt offensichtlich vom Zustand der Regelzone, d. h. vom Regelsaldo ab. Dabei konnten bei einer überdeckten Regelzone oft noch positive Preise für den überschüssigen Strom erzielt werden. Oft müssen die Abnehmer aber auch für die Abnahme bezahlt werden.

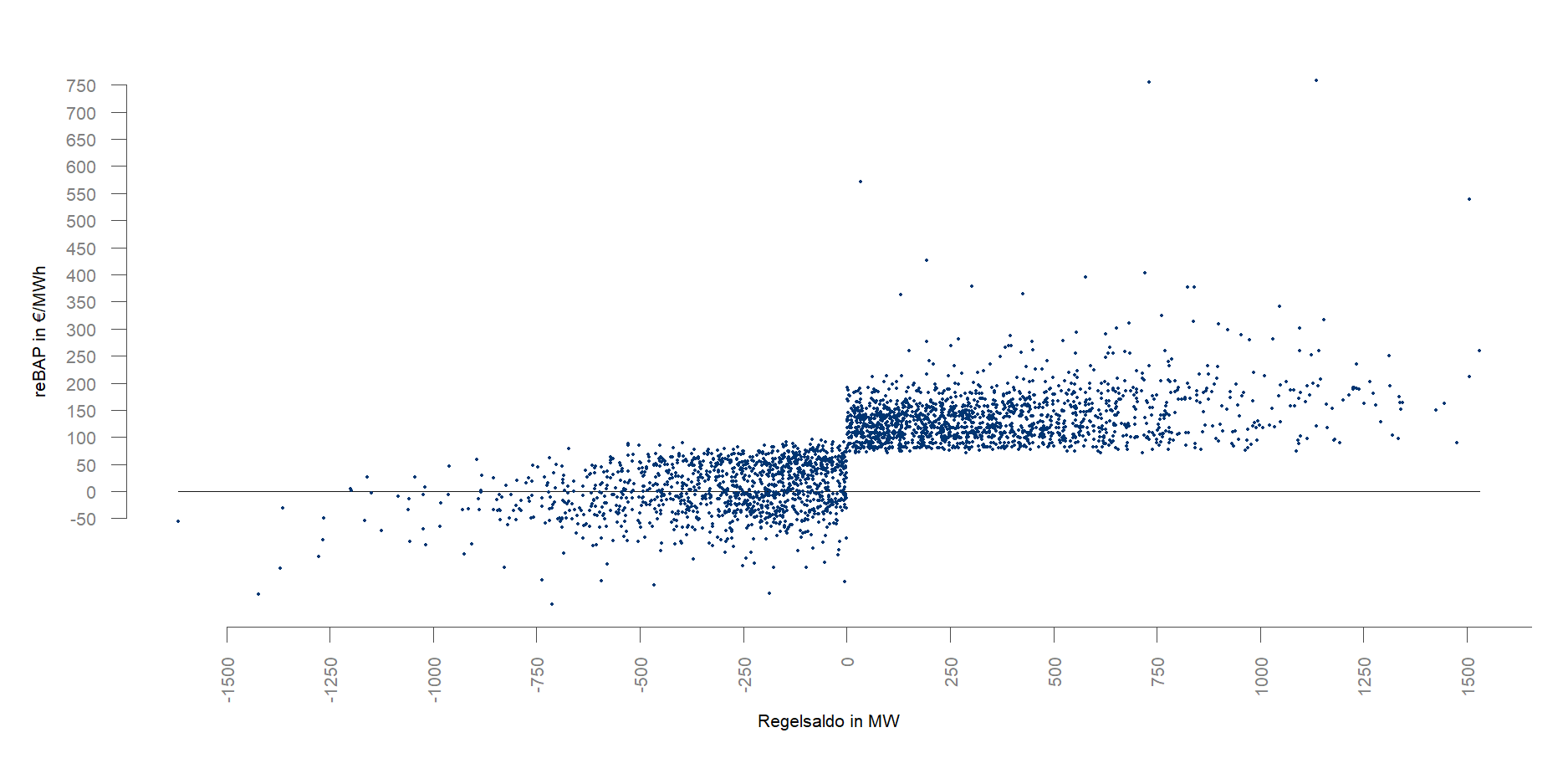
Regelsaldo und Ausgleichsenergiepreis im deutschen Regelverbund, Dezember 2023. Drei Preisausreißer liegen außerhalb der Grafik.

Für die Inanspruchnahme von Ausgleichsenergie kann sowohl eine Vergütung wie auch eine Zahlung fällig werden. Gleicht die eigene Prognoseabweichung in der jeweiligen Viertelstunde die Regelzone aus, führt das zu einer Vergütung in Höhe von reBAP mal Prognoseabweichung, geht sie in dieselbe Richtung wie die Regelzone, führt dies zu einer entsprechenden Zahlung. Insgesamt entsprechen die Zahlungen und Vergütungen an die Bilanzkreisverantwortlichen genau die Kosten zum Ausgleich der Regelzone.